# Amadeu Francesch Vidal
Amadeu Francesch Vidal (Montbrió del Camp, 16 de juliol de 1955 - Montbrió del Camp, 1 de juny de 2016) va ser un biòleg genetista avícola.
Doctor en ciències biològiques per la Universitat de Barcelona mitjançant una tesi basada en un estudi genètico-etnològic de les gallines penedesenca i empordanesa, va treballar en la seva recuperació i millora, juntament amb la raça de gallina del Prat. Va investigar en el marc del Subprograma de Genètica Avícola, el qual dirigia, des del centre de Mas de Bover de l'IRTA. Va contribuir a l'obtenció de la IGP Gall del Penedès.
Va ser l’autor dels llibres Gallinas de raza i Gallinas enanas de raza sobre les diferents races de gallines que hi ha al món. El 2016 va ser nomenat president d'honor de la Sociedad Española de Recursos Genéticos Animales i, el 2017, fill il·lustre de Montbrió del Camp a títol pòstum.